# Oracol grec

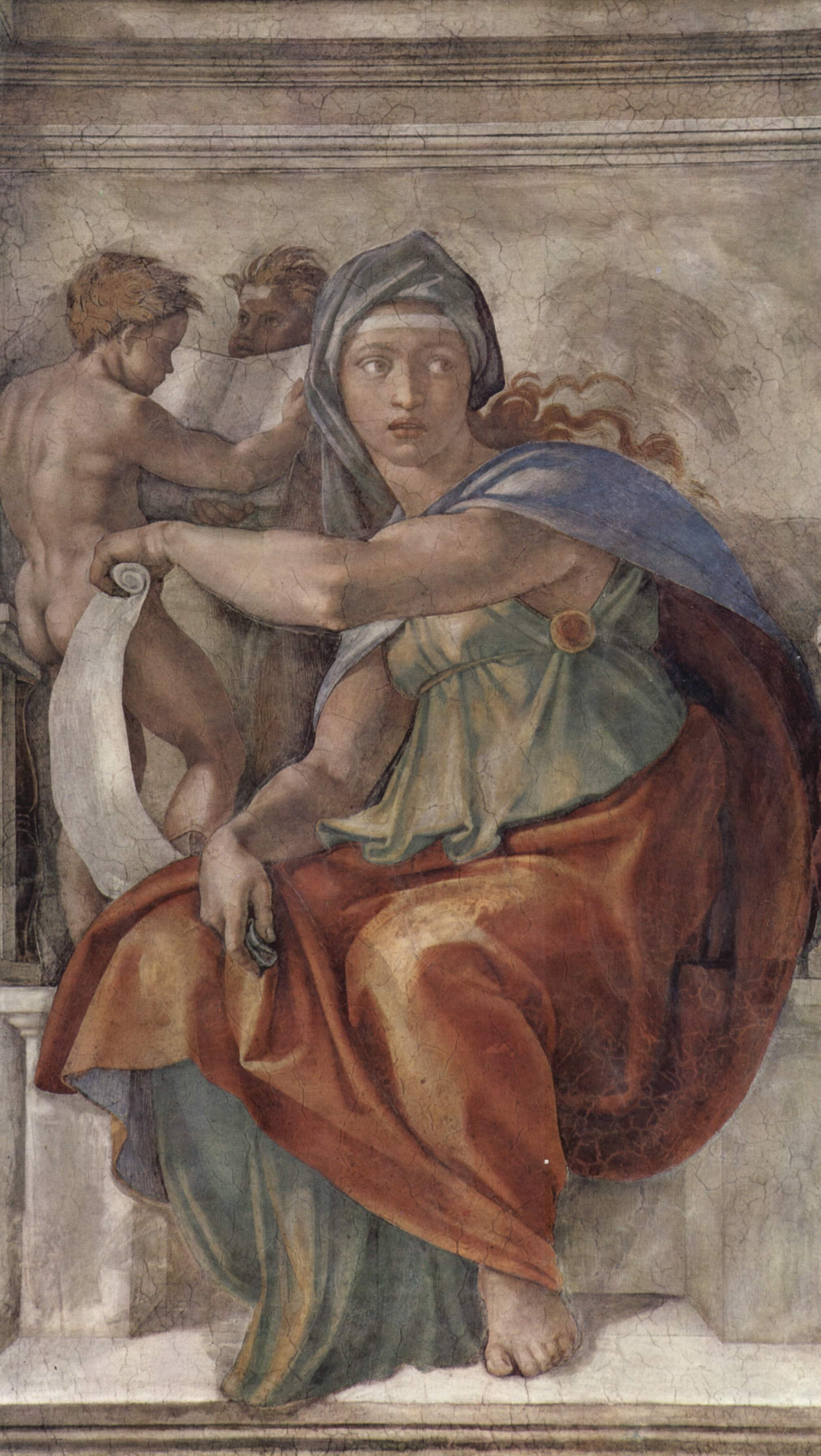
Fresca Sibila Delfică de Michelangelo (1508–1512), Capela Sixtină, Vatican

Oracolul grec constituie unul din aspectele fundamentale ale religiei și culturii Greciei antice. Oracolul constituie răspunsul pe care îl dă un zeu unei întrebări personale privind, în general, viitorul. Oracolele nu puteau fi realizate decât de către anumiți zei, în locuri precise, pentru subiecte bine determinate și respectând un ritual riguros. Interpretarea răspunsurilor zeului, care se exprima în diferite moduri, necesita uneori o perioadă de învățare, oracolul cerând, în general, o interpretare euristică, fiind vorba, adesea, de enunțuri enigmatice, sibiline (în mitologia greacă Sibyla era o preoteasă a zeului Apollo și un oracol).
Prin extensie și deformare, termenul de oracol desemnează, de asemenea, zeul consultat, intermediarul uman care transmite răspunsul său sau locul sacru unde este dat răspunsul. În limba greacă veche aceste sensuri erau diferențiate. Astfel, printre termenii utilizați în desemnarea răspunsului divin sunt cuvintele χρησμός (khrêsmós, faptul de a informa) și φάτις (phátis, faptul de a vorbi). Pentru a indica interpretul răspunsului divin erau folosite cuvintele προφήτης (prophêtês, care vorbește în locul [zeului]), σίβυλλα (sibylla), μάντις (mántis) sau  πρόμαντις (prómantis) iar pentru a indica locul era folosit cuvântul χρηστήριον (khrêstếrion), termen ce desemnează, de asemenea, oracolul și răspunsul la oracol. 